# Västra Karup
Västra Karup – miejscowość (tätort) w Szwecji, w regionie administracyjnym (län) Skania, w gminie Båstad.
Według danych Szwedzkiego Urzędu Statystycznego liczba ludności wyniosła: 552 (31 grudnia 2015), 564 (31 grudnia 2018) i 589 (31 grudnia 2019).